# Just Sing
Just Sing è un videogioco musicale, sviluppato da Ubisoft, spin-off della celebre serie di giochi Just Dance. È stato pubblicato in Europa l'8 settembre 2016.

## Modalità di gioco
Just Sing è un normalissimo karaoke, l'unica differenza è che al posto dei microfoni USB (come nei precedenti giochi di canto), verranno utilizzati gli Smartphone che si connetteranno al gioco grazie ad un'applicazione. Grazie a quest'applicazione sarà possibile cantare impugnando il proprio smartphone e non solo; sarà anche possibile registrare la performance e condividerla online.
Nel gioco sono presenti due modalità: Modalità Party, dove sarà possibile registrare video musicali assieme agli amici, cantando in playback. Modalità Battaglia, dove i giocatori potranno sfidarsi a vicenda in una sfida di canto, è anche possibile scegliere diversi filtri competitivi.
Il punteggio non sarà solo numerico, ma ci saranno anche le famose stelline di Just Dance con avatar personalizzabili.

## Lista dei brani
Nel gioco saranno presenti più di 40 canzoni.
| Titolo                           | Artisti                | Anno |
| -------------------------------- | ---------------------- | ---- |
| All About That Bass              | Meghan Trainor         | 2015 |
| All of Me                        | John Legend            | 2014 |
| Can You Feel the Love Tonight    | Disney's The Lion King | 1994 |
| Can't Feel My Face               | The Weeknd             | 2015 |
| Chandelier                       | Sia                    | 2014 |
| Colors of The Wind               | Pocahontas             | 1995 |
| Drag Me Down                     | One Direction          | 2015 |
| Focus                            | Ariana Grande          | 2015 |
| I Love Rock'n' Roll              | The Arrows             | 1975 |
| I Want to Break Free             | Queen                  | 1984 |
| I Will Survive                   | Gloria Gaynor          | 1978 |
| Kryptonite                       | 3 Doors Down           | 2000 |
| Love Me like You Do              | Ellie Goulding         | 2015 |
| One More Night                   | Maroon 5               | 2012 |
| Radioactive                      | Imagine Dragons        | 2013 |
| Rude                             | Magic!                 | 2014 |
| Stand by Me                      | Ben E. King            | 1961 |
| Stitches                         | Shawn Mendes           | 2015 |
| Take on Me                       | a-ha                   | 1985 |
| The Fox (What Does the Fox Say?) | Ylvis                  | 2013 |
| What Do You Mean?                | Justin Bieber          | 2015 |